# Проконнесский мрамор
Проконнесский мрамор (лат. marmor proconnesium) — одна из наиболее распространённых в Римской империи и Византии разновидностей белого мрамора, добывавшегося на острове Проконнес (современное название Мармара) в Мраморном море.
Каменоломни на острове Проконнес существовали с архаического периода истории Древней Греции. Из добытого там камня были построен первый храм Артемиды Эфесской, им был отделан фасад мавзолея в Галикарнасе. Массовое производство началось только в I веке и в последующие столетия постоянно увеличивалось. Во II и III веках проконнесский мрамор широко использовался по всей Римской империи в архитектурных целях и для производства саргофагов, постепенно вытесняя каррарский мрамор. Он не относился к лучшим сортам мрамора. Согласно эдикту Диоклетиана о ценах 301 года, стоимость кубического фута такого камня составляла 40 денариев. Для сравнения, стоимость куска порфира (lapis porphyrites) того же размера составляла 250 денариев. Удобно расположенные недалеко от Константинополя, каменоломни Проконнеса сохраняли своё значение и в византийскую эпоху как минимум до конца VIII века. Упоминаемые Константином Багрянородным в X веке императорские саркофаги из проконнесского мрамора были созданы ранее.
В отличие от многих других центров добычи мрамора, обнаруженные на Проконнесе заготовки не содержат никаких надписей, однако на готовых изделиях надписей, напротив, необычно много. Главным центром торговли проконнеским мрамором была Никомедия. Каменоломни поставляли полуобработанные изделия, которые, как правило дорабатывались на месте. Так, обнаруженные на кладбищах Тира саркофаги дорабатывались в Александрии. Очень много мраморных архитектурых деталей из Проконнеса обнаружено в Херсонесе Таврическом. В связи с большой важностью месторождений Проконнеса для изучения античных экономики и культуры, занимающих площадь более 40 км², разработаны различные методы установления происхождения мраморных изделий.